# Coco (perfume)
Coco é uma marca de perfume lançada em 1984. É uma homenagem à estilista Coco Chanel.